# Ampedus taitiensis
Ampedus taitiensis là một loài bọ cánh cứng trong họ Elateridae. Loài này được Boheman miêu tả khoa học năm 1859.